# 下霍尔巴赫
下霍尔巴赫是德国莱茵兰-普法尔茨州的一个市镇。总面积4.32平方公里，总人口484人，其中男性239人，女性245人（2011年12月31日），人口密度112人/平方公里。